# Gideon Wahlberg

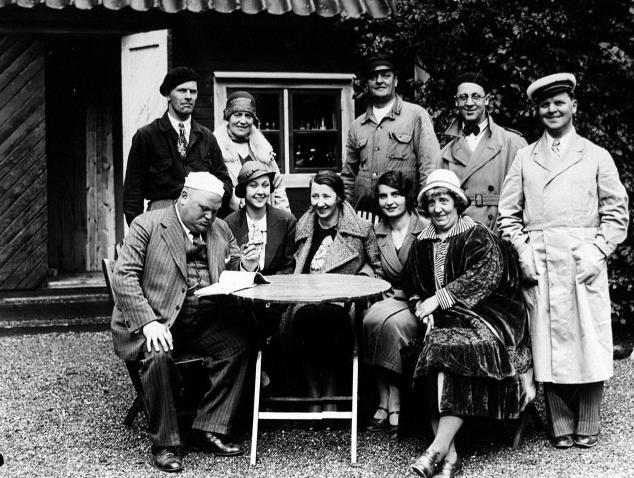
Ensemblen för Söderkåkar i Tantolundens friluftsteater 1930.

Gideon Wahlberg, född 18 juni 1890 i Stockholm, död 3 maj 1948 i Stockholm, var en svensk författare, teaterledare, skådespelare, kompositör med mera. Han var far till kompositören Herbert Wahlberg och morfars far till Cornelia Beskow.

## Biografi
Wahlberg var son till en skräddare och växte upp med flera syskon på Östermalm i Stockholm. Han scendebuterade som 15-åring och var chef för Arbisteatern i Norrköping 1918–1931 samt 1933–1934. Han skrev ett 25-tal lustspel, flera av dem filmades eller blev TV-serier den mest kända är Söderkåkar. Mellan 1924 och 1947 spelades nitton av hans pjäser på Tantolundens friluftsteater, där han var chef tillsammans med Thyra Janse-Juberg från 1933 till 1948. Wahlberg skrev även texter och melodier till Ernst Rolfs revyer. 
Gideon Wahlberg var gift två gånger, första gången med skådespelerskan Aida Leipziger, styvdotter till revyförfattaren Harald Leipziger, och andra gången med skådespelerskan Lilly Föll. Med Aida fick han barnen Herbert 1912, Gulldis 1919 och Ingalill 1928. I äktenskapet med Lilly fick han sonen Anders.  
Walhlberg grundade ordenssällskapet Thalias vänner i Norrköping 1922, och kallades "Norrköpings Shakespeare". Han ligger begravd på Norra kyrkogården i Norrköping.

## Filmografi (urval)
- 1920 – Carolina Rediviva
- 1923 – Janne Modig
- 1927 – Hin och smålänningen
- 1931 – Kärlek och landstorm
- 1932 – Söderkåkar
- 1932 – Två hjärtan och en skuta
- 1932 – Ett skepp kommer lastat
- 1933 – Lördagskvällar
- 1934 – Flickorna från Gamla stan
- 1934 – Kvinnorna kring Larsson
- 1935 – Skärgårdsflirt
- 1935 – Tjocka släkten
- 1935 – Larsson i andra giftet
- 1935 – Flickor på fabrik
- 1936 – Kvartetten som sprängdes
- 1937 – Skicka hem Nr. 7
- 1938 – Vi som går scenvägen
- 1940 – Romans
- 1941 – Lasse-Maja
- 1941 – Spökreportern
- 1942 – En äventyrare
- 1942 – Sexlingar
- 1943 – Sonja
- 1943 – Elvira Madigan
- 1943 – I mörkaste Småland
- 1944 – Skeppar Jansson
- 1946 – Saltstänk och krutgubbar
- 1948 – Glada paraden

### Manus
- 1931 – Kärlek och landstorm
- 1932 – Söderkåkar
- 1932 – Ett skepp kommer lastat
- 1933 – Lördagskvällar
- 1934 – Flickorna från Gamla stan
- 1934 – Kvinnorna kring Larsson
- 1935 – Grabbarna i 57:an
- 1935 – Skärgårdsflirt
- 1935 – Tjocka släkten
- 1935 – Larsson i andra giftet
- 1937 – Skicka hem Nr. 7
- 1937 – Odygdens belöning
- 1937 – Än leva de gamla gudar
- 1938 – Baldevins bröllop
- 1938 – Vi som går scenvägen
- 1970 – Söderkåkar (TV-serie)
- 1972 – Skärgårdsflirt
- 1978 – Grabbarna i 57:an eller Musikaliska gänget

### Regi
- 1936 – Söder om landsvägen
- 1937 – Odygdens belöning
- 1938 – Baldevins bröllop
- 1938 – Vi som går scenvägen

## Teater

### Dramatik
- 1924 – Äventyr vid kolonistugan (skriven tillsammans med Walter Stenström)
- 1925 – Kärlek och landstorm (skriven tillsammans med Walter Stenström)
- 1926 – Skärgårdsflirt
- 1927 – Anna-Lenas friare
- 1928 – Stockholmsgrabbar
- 1929 – Westerbergs pojke
- 1930 – Söderkåkar
- 1931 – I gamla Djurgårdssta'n
- 1932 – Tokstollar och högfärdsblåsor
- 1933 – Vackra Sissi, eller Kärlek u.p.a.
- 1934 – Johannis i Lillegår'n
- 1935 – Grabbarna i 57:an
- 1936 – Folket i Skinnarviksbergen
- 1937 – Söder om Slussen
- 1938 – Kärlek och cirkus
- 1939 – Luftman & C:o
- 1939 – Kärlek och guldfeber
- 1939 – Don Juan i 7:an
- 1940 – De tre malajerna
- 1941 – Söders tyrolare
- 1942 – Sibyllan i 5:an
- 1943 – Fattiga friare
- 1945 – Bröllop i Tanto
- 1946 – Cirkus hela da'n
- 1947 – Tänk om jag gifter mig med August (skriven tillsammans med Werner Ohlson)

### Regi (urval)
| År   | Produktion                        | Upphovsman                                 | Teater                                                         |
| ---- | --------------------------------- | ------------------------------------------ | -------------------------------------------------------------- |
| 1932 | Tokstollar och högfärdsblåsor     | Gideon Wahlberg                            | Tantolundens friluftsteater                                    |
| 1933 | Vackra Sissi, eller Kärlek u.p.a. | Gideon Wahlberg                            | Tantolundens friluftsteater                                    |
| 1934 | Johannis i Lillegår'n             | Gideon Wahlberg                            | Tantolundens friluftsteater                                    |
| 1938 | Kärlek och cirkus                 | Gideon Wahlberg                            | Tantolundens friluftsteater                                    |
| 1938 | Stockholmsfilurer                 | Gideon Wahlberg                            | Odeonteatern, Stockholm                                        |
| 1939 | Don Juan i 7:an                   | Gideon Wahlberg                            | Odeonteatern, Stockholm                                        |
| 1939 | Kärlek och landstorm              | Gideon Wahlberg och Walter Stenström       | Odeonteatern, Stockholm                                        |
| 1940 | Strax lite varmare, revy          | Gideon Wahlberg, Ch. Henry och Einar Molin | Odeonteatern, Stockholm                                        |
| 1941 | Luddes melodi, revy               | Ch. Henry och Einar Molin                  | Odeonteatern, Stockholm                                        |
| 1941 | Söders tyrolare                   | Gideon Wahlberg                            | Tantolundens friluftsteater                                    |
| 1941 | Luddes underbara resa, revy       | Ch. Henry och Einar Molin                  | Odeonteatern, Stockholm                                        |
| 1942 | Grand Hôtel Ludde, revy           | Ch. Henry och Einar Molin                  | Odeonteatern, Stockholm                                        |
| 1942 | Sibyllan i 5:an                   | Gideon Wahlberg                            | Tantolundens friluftsteater                                    |
| 1942 | Glada gatan, revy                 | Ch. Henry och Einar Molin                  | Odeonteatern, Stockholm                                        |
| 1943 | Peppar och parfym, revy           | Ch. Henry och Einar Molin                  | Odeonteatern, Stockholm                                        |
| 1943 | Fattiga friare                    | Gideon Wahlberg                            | Tantolundens friluftsteater                                    |
| 1943 | Glitter och gliringar, revy       | Ch. Henry och Einar Molin                  | Odeonteatern, Stockholm                                        |
| 1944 | Bröderna Rims sagor, revy         | Ch. Henry och Einar Molin                  | Odeonteatern, Stockholm                                        |
| 1945 | Bröllop i Tanto                   | Gideon Wahlberg                            | Tantolundens friluftsteater Regi tillsammans med Werner Ohlson |

### Roller
| År   | Roll                             | Produktion                                                               | Regi               | Teater                      |
| ---- | -------------------------------- | ------------------------------------------------------------------------ | ------------------ | --------------------------- |
| 1920 | Lille Per                        | I bohuslänska skärgården, eller Store Per och Lille Per Oscar Wennersten | Pierre Fredriksson | Söders friluftsteater       |
| 1922 |                                  | Halta Lena och vindögda Per Ernst Fastbom                                |                    | Tantolundens friluftsteater |
| 1922 |                                  | Det stora mågakriget Walter Stenström och Nanna Wallensteen              | Walter Stenström   | Tantolundens friluftsteater |
| 1925 | Halvtroppschefen Filip Andersson | Kärlek och landstorm Gideon Wahlberg och Walter Stenström                |                    | Tantolundens friluftsteater |
| 1932 | 112 Svensson                     | Skeppar Ömans flammor Siegfried Fischer                                  |                    | Mosebacketeatern            |
| 1933 | Finsnickare Pilkvist             | En Söderpojke Siegfried Fischer                                          | Siegfried Fischer  | Mosebacketeatern            |
| 1939 | Halvtroppschefen Filip Andersson | Kärlek och landstorm Gideon Wahlberg och Walter Stenström                | Gideon Wahlberg    | Odeonteatern, Stockholm     |

## Kompositör (urval)
- Dansen går på Svinnsta skär
- Som en dröm går dansen
- Du ska ha tack
- Gamla stan
- Dragspelspolka
- Hon har de vackraste ögon i världen
- Ingalill
- Så ofta i skymningens stunder
- Vandringsvisa